# Spillersboda
Spillersboda – miejscowość (tätort) w Szwecji, w regionie administracyjnym (län) Sztokholm, w gminie Norrtälje.
Według danych Szwedzkiego Urzędu Statystycznego liczba ludności wyniosła: 480 (31 grudnia 2015), 485 (31 grudnia 2018) i 489 (31 grudnia 2019).